# Dia Soliman
Dia Soliman (* 12. Februar 1980 in Aachen) ist ein deutsch-ägyptischer Basketballspieler und Executive Producer.

## Leben
Als Spieler  und Spielertrainer gewann er 4 Deutsche Meisterschaften im 3x3-Basketball (2013, 2017, 2018, 2021).  Er vertrat die deutsche Nationalmannschaft bei der FIBA-3x3-Weltmeisterschaft 2014 in Moskau und spielte für die ägyptische U20- und U22-Nationalmannschaft. Er gilt als einer der erfolgreichsten 3x3-Spieler Deutschlands und führte jahrelang die nationale Rangliste an.
Im August 2018 verhalf der deutsche NBA-Spieler Dennis Schröder dem von Soliman gegründeten Streetball-Team Der Stamm zur erfolgreichen Titelverteidigung bei der Deutschen Meisterschaft in Hamburg.
Dia Soliman ist Executive Producer der Stand-up-Comedy-Sendung Raus aus`m Zoo (2021) bei Netflix.